# الرباعيات الأربع
الرباعيات الأربع (بالإنجليزية: Four Quartets)‏ اسم لأربع قصائد مرتبطة كتبها تي. إس. إليوت، مجموعة ومنشورة في مجموعة عام 1943. نُشرت قصائد هذه المجموعة بشكلٍ منفرد منذ 1935 وحتى 1942، وتحمل عناوين: برنت نورتون، إيست كوكر، الشظايا اليابسة، وليتل غيدنغ.

## وصلات خارجية
- الرباعيات الأربع (بالإنكليزية)